# Góbio-de-focinho-azul
O góbio-de-focinho-azul (Coryphopterus lipernes), é uma espécie de góbio nativo do Atlântico Ocidental, sendo muito procurado por aquaristas, pois é uma espécie de fácil manutenção. Vive sobre rochas e corais em recifes rasos e profundos, sendo muito comum de ser observado próximo de estações de limpeza, onde retiram parasitas de peixes maiores.
É uma espécie nativa do Atlântico Ocidental, sendo encontrado na costa da Flórida, EUA, e Bahamas para o Mar do Caribe, em Cuba e Ilhas Cayman para Jamaica e Belize, na Barreira de Coral Mesoamericana para Curaçau e Aruba, nas Antilhas.